# Andy Gibb
Andrew Roy Gibb (Mánchester, 5 de marzo de 1958-Oxford, Inglaterra, 10 de marzo de 1988) más conocido como Andy Gibb fue un cantante británico y un ídolo juvenil de la década de los 70. Era el hermano menor de Barry, Robin y Maurice Gibb, que formaban el grupo conocido como los Bee Gees.

## Biografía
Nacido bajo el nombre de Andrew Roy Gibb en Mánchester, Inglaterra, sus padres fueron Hugh y Barbara Gibb. Su familia se mudó a Australia seis meses después de su nacimiento, estableciéndose en Redcliffe, Queensland cerca de Brisbane.
Andy empezó a tocar en clubes turísticos alrededor de la costa española de Ibiza, y luego volvió como un adolescente a su hogar en Isla de Man, Reino Unido, de donde provenía su familia antes de mudarse a Mánchester. La idea de su unión a los Bee Gees era a menudo sugerida, pero la gran diferencia de edad entre él y sus hermanos (casi 12 años con Barry y aproximadamente 8 con Robin y Maurice) hizo la idea difícil de concretar.
Después de volver a Australia en 1975 para mejorar su vocación de cantante y escritor de canciones, Andrew empezó a grabar una serie de sus propias composiciones, una de las cuales fue lanzada como un sencillo por el sello discográfico ATA, propiedad del artista Col Joye. «Words and Music» llegaría finalmente al Top 5 de la lista musical de Sídney en 1976. Este éxito pudo ser la vía por la cual, más tarde en ese mismo año, Andrew recibiera una invitación de Robert Stigwood (quién era al mismo tiempo el mánager de los Bee Gees) para lanzar su carrera internacional firmando por su sello discográfico, RSO Records. Pronto Andy se mudó a Miami Beach, Florida, para empezar a trabajar en canciones con su hermano Barry, y coproduciéndolas con Albhy Galuten y Karl Richardson.
Antes de dejar Australia, Andy se había casado con su novia, Kim Reeder. Tuvieron una hija llamada Peta Jaye, nacida el 25 de enero de 1978, pero la pareja ya estaba separada para ese entonces y se divorciaron después de un año. Andy aseguró que solo había visto a su hija una vez, en 1981.

## Llegada al estrellato
En los Estados Unidos, Andy Gibb se convirtió en el primer solista en tener tres sencillos números uno consecutivos en el Billboard Hot 100. En julio de 1977, él tuvo su mayor éxito, «I Just Want to Be Your Everything», una canción escrita por su hermano Barry, justo cuando su primer álbum internacional, Flowing Rivers llegó al Top 20, vendiendo sobre el millón de copias. El segundo sencillo del álbum «(Love Is) Thicker Than Water» rompió a principios de 1978 la explosión comercial causada por las contribuciones de sus hermanos de la BSO de Saturday Night Fever, reemplazando a «Stayin' Alive» en el tope de la lista estadounidense, aunque después sobrepasado por «Night Fever» cuando alcanzó la cima a mediados del verano norteamericano. Continuando con el momento de éxito, Andy empezó a trabajar con el equipo de producción Gibb-Galuten-Richardson en su segundo álbum «Shadow Dancing». El sencillo del mismo nombre del álbum, escrito por los cuatro hermanos Gibb, fue lanzado en los Estados Unidos en abril de 1978, y a mediados de junio llegó al primer puesto, quedándose por siete semanas y recibiendo la categoría de platino. Dos canciones Top Ten, «An Everlasting Love» y «(Our Love) Don't Throw It All Away», un cover de una versión anterior de sus hermanos, fueron extraídos del álbum y lanzados como sencillos, volviéndose otra venta del millón de copias.
A pesar de sus impresionantes dotes, las presiones y los excesos de tan rápido éxito comenzaron a consumir a Andy, lo cual lo haría sucumbir ante las drogas y la realidad de una carrera en decadencia. En 1979 actuó, junto con los Bee Gees, ABBA, y Olivia Newton-John (cantando en dúo «Rest Your Love On Me»), en el concierto a beneficencia «Music for UNICEF Concert» efectuado en la sede de las Naciones Unidas y transmitido a nivel mundial. 
Andy volvió a los estudios para empezar a grabar su último álbum de estudio, llamado After Dark. En marzo de 1980 el último de los sencillos Top Ten de Andy llegó justo después del lanzamiento del álbum. «Desire», fue grabada para el álbum de los Bee Gees de 1979 Spirits Having Flown, y mostraba la canción original con la voz original Andy como «cantante invitado». Un segundo sencillo, «I Can't Help It», un dueto con su amiga de familia Olivia Newton-John, alcanzó el Top 20.
Después de un año fue lanzado el álbum recopilatorio Andy Gibb's Greatest Hits. Los éxitos más grandes de Andy Gibb fueron lanzados a modo de finalización de su contrato con RSO Records, con dos nuevas canciones: «Time Is Time» (#15 en enero de 1981) y «Me (Without You)» (el último tema en llegar al Top 40), ambas lanzadas como sencillos. «After Dark» y «Will You Still Love Me Tomorrow» no fueron agregadas al álbum, este último como dueto con PP Arnold, quien había previamente trabajado con Barry Gibb, incluyendo un trabajo al cantar la voz de fondo de la canción «Bury Me Down By The River» del álbum Cucumber Castle.

## Decadencia y fin de su carrera musical
Mientras mantenía una relación con Victoria Principal, Andy trabajó en varios proyectos fuera del estudio de grabación. Estos incluyeron aclamadas actuaciones en el musical de Andrew Lloyd Webber Joseph and the Amazing Technicolor Dreamcoat en Broadway, The Pirates of Penzance de Gilbert & Sullivan en Los Ángeles, y una temporada como coanimador del show musical de televisión Solid Gold.
Como el uso de las drogas por parte de Andy se fue intensificando, él se había vuelto poco fiable y finalmente sus esfuerzos eran subestimados. Su romance con Principal además terminó luego de un corto período, pero no antes de grabar y lanzar un dueto con el clásico tema de The Everly Brothers All I Have To Do Is Dream. Este sería el último sencillo oficial de Andy, y su última entrada a la lista musical estadounidense, llegando al puesto n.º 51. La familia de Andy asegura que Andy nunca se recuperó de su ruptura con Victoria Principal. Andy no tuvo otros romances relevantes, a excepción de la patinadora Tai Babilonia y Donna Rice.
Su familia lo convenció de buscar tratamiento para su adicción a las drogas; luego de un tiempo en la clínica Betty Ford a mediados de los 80, Andy realizó pequeñas actuaciones interpretando sus grandes éxitos y sus covers. Además apareció como invitado estelar en varios espectáculos televisivos de comedia, destacándose Gimme A Break! y Punky Brewster. Las apariciones de Andy lo mostraban (aparentemente) recuperado de su adicción. Seguido de una grandiosa y popular gira por Asia, regularmente actuaba en espectáculos en Las Vegas y Lake Tahoe. En 1984 se presentó en el XXV Festival Internacional de la Canción de Viña del Mar en Chile, siendo su primera vez en visitar Sudamérica. Además disfrutó de un contrato de dos semanas en el San Francisco's Fairmont Hotel en marzo de 1986. Fue ahí donde fue hecha la mejor grabación de alguna actuación de él en vivo (como un bootleg). Aunque el trabajo de Andy en su nuevo estilo de vida era bien recibido, nunca pudo volver a tener el fenomenal éxito de su época como ídolo adolescente. En 1987 con sus deudas superando con creces sus ingresos monetarios, Andy se vio forzado a declararse en bancarrota.
Decidido a revivir su carrera, Andy volvió a trabajar junto con sus hermanos Barry y Maurice. Sus series de grabaciones demo le asegurarían un contrato con la empresa británica Island Records. Uno de los demos, «Man On Fire», fue lanzado póstumamente en una antología de 1991 del mismo nombre lanzada por Polydor. Otro demo, «Arrow Through The Heart» (recientemente lanzado en el compilatorio "Mythology"), fue usado en un episodio del programa televisivo Behind the Music de la cadena VH1.

## Muerte

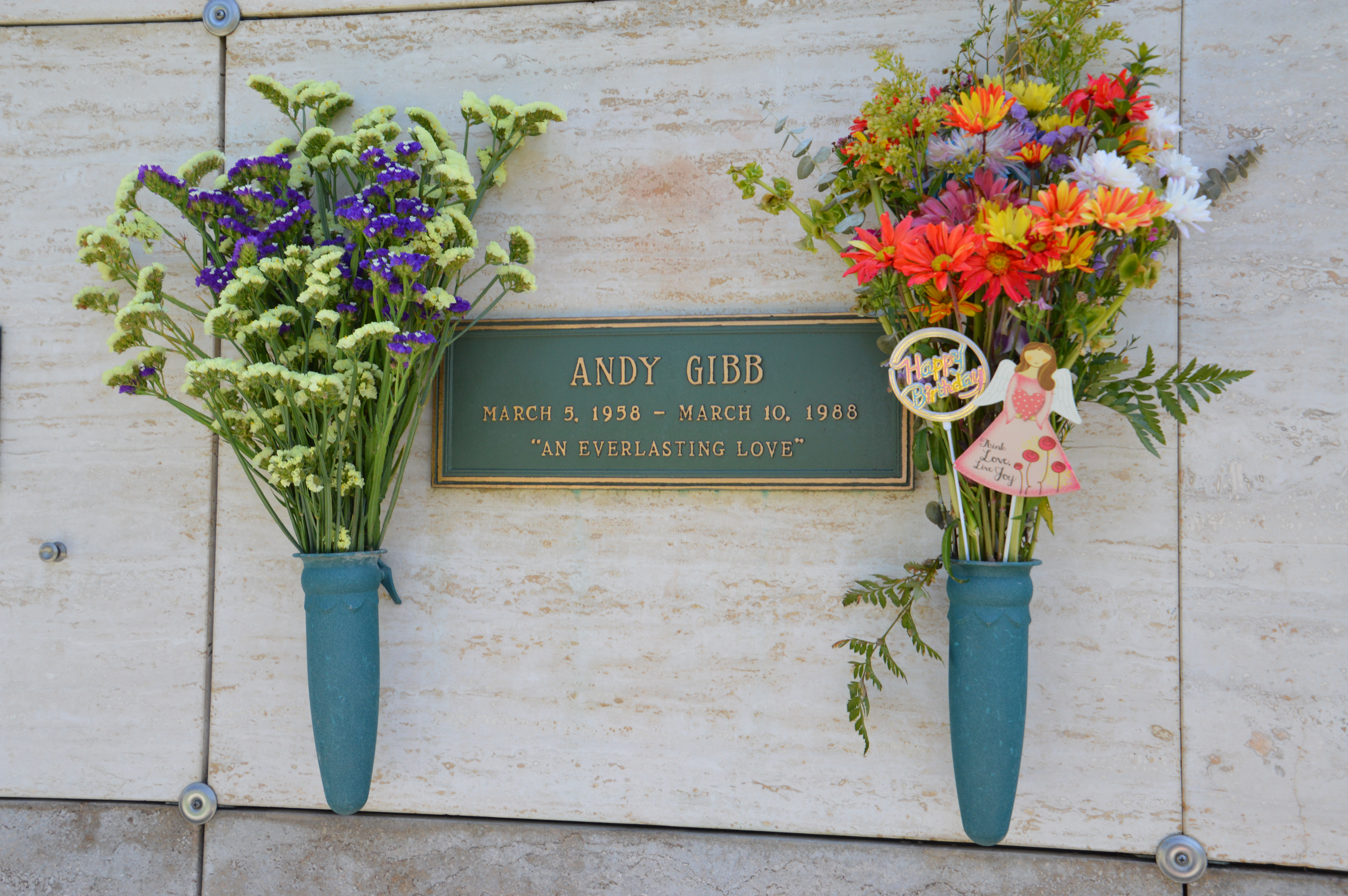
Lápida de Andy Gibb.

El 5 de marzo de 1988, Andy celebró su 30.º cumpleaños en Londres mientras trabajaba en un nuevo álbum. Poco después ingresó en el Hospital John Radcliffe en Oxford, quejándose de dolor en el pecho. Murió el 10 de marzo, cinco días después de su cumpleaños. Su muerte por miocarditis (inflamación del corazón), sucedió durante una larga batalla contra la adicción a la cocaína, la que había debilitado su corazón hasta el punto de morir.
El cuerpo de Gibb fue enviado a los Estados Unidos, y fue enterrado en Forest Lawn Memorial Park en Hollywood Hills, Los Ángeles.

## Álbumes
Posiciones logradas en la lista estadounidense
- Flowing Rivers, RSO, 1977 (#19)
- Shadow Dancing, RSO, 1978 (#7)
- After Dark, RSO, 1980 (#21)
- Andy Gibb's Greatest Hits, RSO, 1980 (#49)
- Andy Gibb, Polydor, 1991
- Andy Gibb: Millennium, Polydor, 2001

## Sencillos
Posiciones según la lista estadounidense
- «Words and Music / Westfield Mansions» (Australia), ATA, 1976
- «I Just Want to Be Your Everything», RSO, 1977 (EE. UU. #1, 4 semanas) (Reino Unido #26)
- «(Love Is) Thicker Than Water», RSO, 1978 (EE. UU. #1, 2 semanas)
- «Shadow Dancing», RSO, 1978 (EE. UU. #1, 7 semanas)
- «An Everlasting Love», RSO, 1978 (EE. UU. #5) (Reino Unido #10)
- «(Our Love) Don't Throw It All Away», RSO, 1978 (EE. UU. #9)
- «Desire», RSO, 1980 (EE. UU. #4)
- «I Can't Help It» (Dueto con Olivia Newton-John, RSO, 1980 (EE. UU. #12)
- «Time Is Time», RSO, 1980 (EE. UU. #15)
- «Me (Without You)», RSO, 1981 (EE. UU. #40)
- «All I Have To Do Is Dream» (en Dúo con Victoria Principal), RSO, 1981 (EE. UU. #51)